# Drassodella tenebrosa
Espèce
Drassodella tenebrosa est une espèce d'araignées aranéomorphes de la famille des Gallieniellidae.

## Distribution
Cette espèce est endémique du KwaZulu-Natal en Afrique du Sud,. Elle se rencontre vers Pietermaritzburg.

## Description
La femelle holotype mesure 9,2 mm.
Le mâle décrit par Mbo et Haddad en 2019 mesure 7,36 mm et la femelle 9,80 mm, les mâles mesurent de 6,96 à 7,36 mm et les femelles de 9,20 à 9,80 mm.

## Publication originale
- Lawrence, 1938 : A collection of spiders from Natal and Zululand. Annals of the Natal Museum, vol. 8, no 3, p. 455–524.